# Тарлау (Ютазинский район)
Тарлау — деревня в Ютазинском районе Татарстана. Входит в состав Ютазинского сельского поселения.

## География
Находится в юго-восточной части Татарстана на расстоянии приблизительно 9 км на запад-юго-запад по прямой от районного центра поселка Уруссу.

## История
Основана в 1930-х годах.

## Население
Постоянных жителей было: в 1938 году —189, в 1949—152, в 1958—132, в 1970—168, в 1979—135, в 1989—107, в 2002 году 86 (татары 99 %), в 2010 году 75.